# Resolutie 1402 Veiligheidsraad Verenigde Naties
Resolutie 1402 van de Veiligheidsraad van de Verenigde Naties werd op 30 maart 2002 aangenomen. Veertien leden van de Raad stemden voor. Syrië nam niet deel aan de stemming. De resolutie riep Israël en de Palestijnen opnieuw op de wapens neer te leggen.

## Achtergrond
Tussen 1987 en 1993 zorgde een spiraal van geweld ervoor dat honderden Palestijnen en Israëli's omkwamen. Toen dat laatste jaar de Oslo-akkoorden werden getekend, was er weer hoop op een verbetering van de toestand. Er gebeurde echter nauwelijks iets. De bezetting bleef voortduren en de economische situatie verslechterde nog. Een bezoek van Ariel Sharon aan de Tempelberg op 28 september 2000 werd gezien als een provocatie en leidde tot zware rellen. Wat volgde was de Tweede Intifada, waarbij opnieuw vele duizenden omkwamen.

## Inhoud
De Veiligheidsraad:
- Bevestigt de resoluties 242, 338 en 1397.
- Erg bezorgd om de verdere verslechtering van de situatie, waaronder zelfmoordaanslagen in Israël en de militaire aanval tegen het hoofdkwartier van de Palestijnse Autoriteit.

1. Roept beide partijen op tot een zinvol staakt-het-vuren, en Israël om zich terug te trekken uit de Palestijnse steden, en het Tenet-veiligheidswerkplan uit te voeren als eerste stap naar het hervatten van de onderhandelingen.
2. Eist opnieuw dat al het geweld, waaronder terreur, provocaties, opjutting en vernieling, onmiddellijk stopt.
3. Steunt de inspanningen van secretaris-generaal Kofi Annan en anderen om de partijen te helpen het geweld te stoppen en de onderhandelingen te hervatten.
4. Besluit op de hoogte te blijven.

Lijst ·  1387 ·  1388 ·  1389 ·  1390 ·  1391 ·  1392 ·  1393 ·  1394 ·  1395 ·  1396 ·  1397 ·  1398 ·  1399 ·  1400 ·  1401 ·  1402 ·  1403 ·  1404 ·  1405 ·  1406 ·  1407 ·  1408 ·  1409 ·  1410 ·  1411 ·  1412 ·  1413 ·  1414 ·  1415 ·  1416 ·  1417 ·  1418 ·  1419 ·  1420 ·  1421 ·  1422 ·  1423 ·  1424 ·  1425 ·  1426 ·  1427 ·  1428 ·  1429 ·  1430 ·  1431 ·  1432 ·  1433 ·  1434 ·  1435 ·  1436 ·  1437 ·  1438 ·  1439 ·  1440 ·  1441 ·  1442 ·  1443 ·  1444 ·  1445 ·  1446 ·  1447 ·  1448 ·  1449 ·  1450 ·  1451 ·  1452 ·  1453 ·  1454